# همینگن، بادن-وورتمبرگ
همینگن، بادن-وورتمبرگ (به آلمانی: Hemmingen, Baden-Württemberg) یک شهر در آلمان است که در لودویگزوبورگ واقع شده‌است.

## خصوصیات
همینگن ۷٬۵۰۱ نفر جمعیت دارد.